# Poign
Poign ist ein Gemeindeteil der Gemeinde Pentling im Landkreis Regensburg (Oberpfalz, Bayern).

## Geographie
Das Dorf Poign liegt in der gleichnamigen Gemarkung an der Staatsstraße 2143 und etwa siebenhundert Meter östlich der A 93. Es ist der südlichste Gemeindeteil von Pentling. Am südlichen Ortsrand fließt der Wolkeringer Mühlbach nach Osten in Richtung Köfering zur Pfatter.

## Geschichte
Die ältesten Siedlungen der jetzigen Gemeinde Pentling bestanden vermutlich in Poign und stammen aus dem 6. oder 7. Jahrhundert. Die 1818 mit dem bayerischen Gemeindeedikt gebildete Gemeinde Poign im Landkreis Regensburg bestand bis zum 30. April 1978 und wurde fast vollständig nach Pentling eingemeindet, Gemling wurde in den Markt Bad Abbach eingegliedert. 1987 hatte der Ort 121 Einwohner.